# عینک آنکروما
عینک (لنز) آنکروما یا عینک (لنز) بهبود رنگ ((به انگلیسی: EnChroma))، عینک‌هایی هستند که ادعا می‌شود در افرادی که اشکالی از کوررنگی قرمز - سبز (R-G) دارند، باعث بهبود دید رنگ می‌شود. بررسی‌ها نشان داده که در حالی که لنزها درک رنگ‌های قابل درک را تغییر می‌دهند، آن‌ها دید طبیعی رنگ را بازیابی نمی‌کنند و ادعاهای بیش از این توسط تولیدکننده به عنوان تبلیغات بازاریابی توصیف شده‌است.

## تاریخچه
دونالد مک فرسون دانشمند شیشه به‌طور تصادفی عینک آنکروما را اختراع کرد. دونالد مک فرسون دانشمند شیشه زمانی که سرگرم تهیهٔ لنزهایی برای محافظت و کمک به جراحان در طی عمل لیزر تولید کند به‌طور تصادفی عینک آنکروما را اختراع کرد.

## فناوری

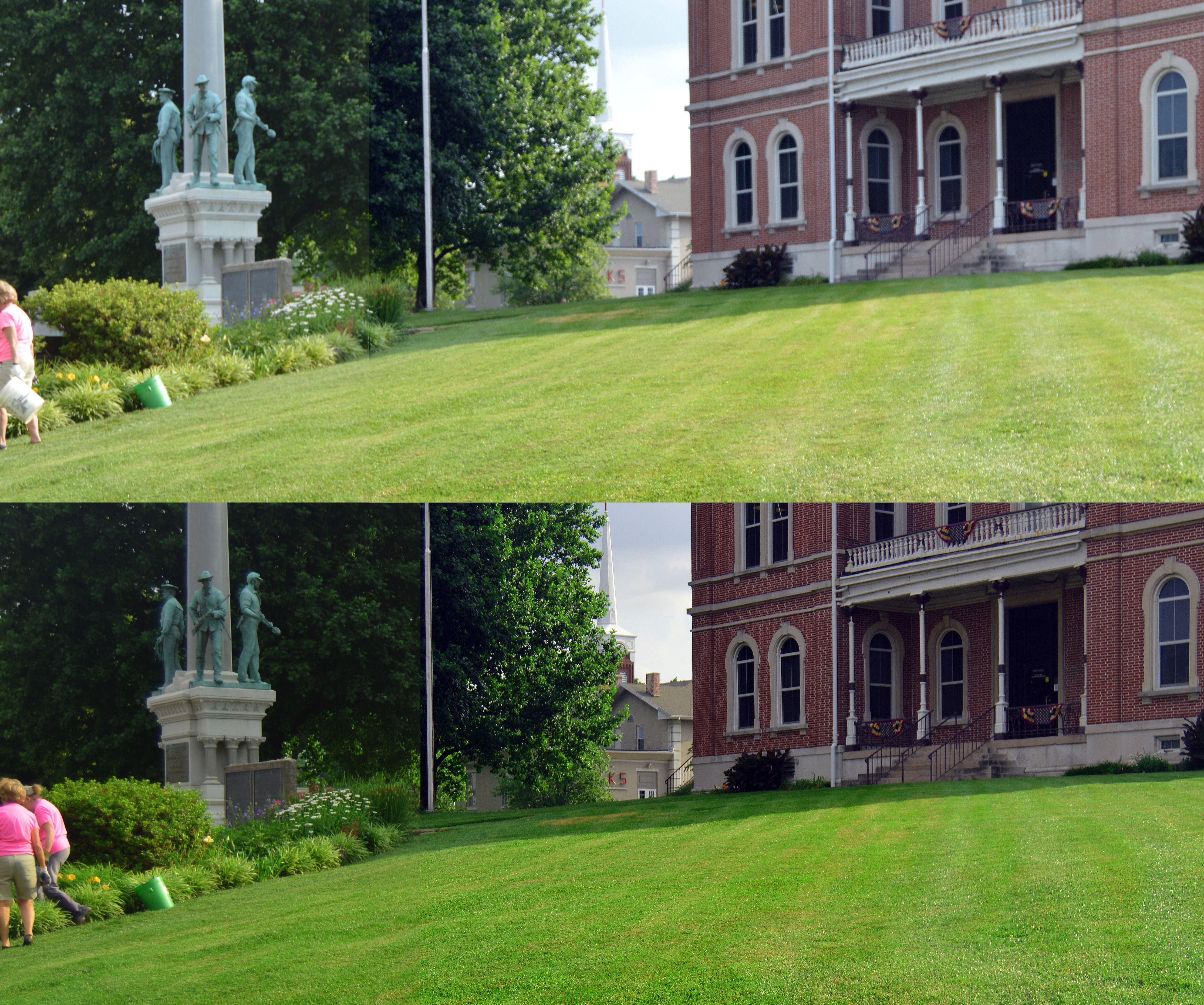
تصویر بالایی یک صحنه معمولی را که با استفاده از یک لنز معمولی گرفته شده نشان می‌دهد، در حالی که تصویر پایین که از همان صحنه گرفته شده را نشان می‌دهد که این بار از لنز آنکروما استفاده شده‌است.

لنزها بر روی رایج‌ترین کمبود دید رنگی متمرکز می‌شوند که ناشی از سلول‌های مخروطی شبکیه قرمز و سبز است که هنگام پاسخ به نور، همزمان می‌شوند. برای از بین بردن همپوشانی طول موج‌های نور، یک ماده نوری به نام فیلتر «چند بریدگی» وجود دارد که قادر است طول موج‌های دقیق نور را در محلی که با هم تداخل دارد از بین ببرد و یک تمایز ساده از رنگ‌ها بدست آورد.